# Oh! What a Lovely Tour
Oh! What a Lovely Tour — концертный альбом британской инди-рок-группы Babyshambles, лидером которой является английский музыкант и художник Пит Доэрти. Альбом был записан на сцене The Hydro в Глазго и вышел 2 июня 2008 года.

## Приём
Обозревательница Allmusic Хизер Фарес поставила альбому оценку 3.5 из 5. Фарес написала что «ближе к середине концерта Babyshambles теряют свою энергию, но <…> поклонники группы не будут разочарованы» и отметил что «несмотря на злоупотребления наркотиками, тюремное заключение и скандалы вокруг Пита Доэрти <…> он по-прежнему остаётся обаятельным и талантливым исполнителем». Критик Pitchfork Аманда Петрусич оценила альбом на 5.8 из 10, заметив что «Babyshambles, как и любая группа с наркоманом в её сердце, была спорным и непоследовательным ансамблем уже с момента своего создания». Oh! What a Lovely Tour она сравнила с «извинениями», сделанными ради «отвлечения внимания» от коллектива.

## Список композиций
| #   | Название                               | Продолжительность |
| --- | -------------------------------------- | ----------------- |
| 1.  | Carry On Up The Morning                | 3:04              |
| 2.  | Delivery                               | 3:18              |
| 3.  | Beg, Steal Or Borrow                   | 3:16              |
| 4.  | Baddies Boogie                         | 3:48              |
| 5.  | Unstookie Titled                       | 4:37              |
| 6.  | Side Of The Road/Buttercup Sing-A-Long | 3:09              |
| 7.  | UnBiloTitled                           | 4:09              |
| 8.  | The Blinding                           | 2:41              |
| 9.  | You Talk                               | 2:55              |
| 10. | Sedative                               | 5:48              |
| 11. | Crumb Begging Baghead                  | 3:40              |
| 12. | Lost Art Of Murder/The Good Old Days   | 3:46              |
| 13. | There She Goes                         | 6:25              |
| 14. | Albion                                 | 5:17              |
| 15. | Pipedown                               | 2:50              |
| 16. | Killamangiro                           | 3:55              |
| 17. | Back From The Dead                     | 4:29              |
| 18. | I Wish                                 | 3:30              |
| 19. | Fuck Forever                           | 6:23              |

## Участники записи
- Пит Доэрти — вокал, акустическая гитара
- Майкл Уитнэлл — гитара, бэк-вокал
- Дрю МакКоннелл — бас-гитара, контрабас
- Адам Файсек — ударные, клавишные

## Позиции в чартах
| Страна  | Позиция |
| ------- | ------- |
| Франция | 87      |
| Япония  | 220     |